# Sal Mineo
Salvatore Mineo Jr., más conocido como Sal Mineo (El Bronx, Nueva York,; 10 de enero de 1939-West Hollywood, Los Ángeles; 12 de febrero de 1976), fue un conocido actor estadounidense y un sex symbol de su época. Se convirtió en mito al morir asesinado con apenas 37 años de edad.

## Biografía
Salvatore Mineo Jr. nació en el Bronx el 10 de enero de 1939. De ascendencia siciliana, sus padres fueron Sal Sr. y Josephine Alvisi (1913-1989). Tuvo tres hermanos: Víctor (1935-2015); Michael (1937-1984) y Sarina (1941-). Tuvo una infancia problemática: expulsado del colegio a la temprana edad de ocho años, formó parte de una pandilla dedicada a cometer varios robos. Sus padres, tratando de apartarlo de las calles, lo matricularon a los diez años en una escuela de baile, donde el joven Sal se apasionó de inmediato por el mundo de la danza y de la interpretación, dejando de lado a sus compañeros delincuentes.

## Éxito
En 1951, ya con varios años de experiencia profesional, consiguió debutar y destacar en Broadway gracias a producciones teatrales como La rosa tatuada y el musical El rey y yo.
A mediados de la década dio el salto al cine con pequeños papeles en Atraco sin huella (1955), La guerra privada del Mayor Benson (1955) y especialmente Rebelde sin causa (1955). Su papel de Platón —el más recordado de toda su carrera— le llevó a la candidatura para el Oscar como mejor actor de reparto, que obtuvo finalmente Jack Lemmon por Mister Roberts. De esta misma época son también los intentos del actor por convertirse en estrella de rock, llegando a grabar varios singles e incluso un LP, que cosecharon discretas ventas.
El éxito de Rebelde sin causa, lejos de lanzarlo al estrellato, lo consagró como idóneo para encarnar papeles secundarios en los que da vida a jóvenes perdedores marcados por un destino trágico; lo cual en cierta manera lo encasilló y limitó para obtener papeles de otro tipo.

## Principales películas
De su carrera cinematográfica cabe destacar Gigante (1956) de George Stevens, donde repitió colaboración con James Dean; Marcado por el odio (1956), dirigido por Robert Wise; Éxodo (1960), de Otto Preminger; El día más largo (1962) y El gran combate (1964), último western dirigido por John Ford. Protagonizó la película La Historia de Gene Krupa de 1959.

## Etapa en teatro y televisión
A finales de la década de 1960, cansado de interpretar personajes similares y un tanto mayor para ellos, Mineo regresó al teatro, donde no se limitó a actuar, sino que incluso puso en escena la obra Fortune And Men's Eye, de John Herbert, en 1969. 
Desarrolló una prolífica carrera televisiva de apariciones estelares en series como Hawaii Five-O, Los hombres de Harrelson, Misión: Imposible y Columbo, así como dos papeles especiales en la serie Combat!.

## Últimos años
Se cuenta que hizo una prueba para un papel en la película Lawrence de Arabia y no fue elegido. Su última participación en cine fue en 1971: un breve papel en la cinta Escape from the Planet of the Apes.
Personaje habitual de la crónica de sucesos hollywoodienses, su homosexualidad era de conocimiento público y su novia Susan Ladin intentó suicidarse cuando la abandonó en 1967.

## Asesinato

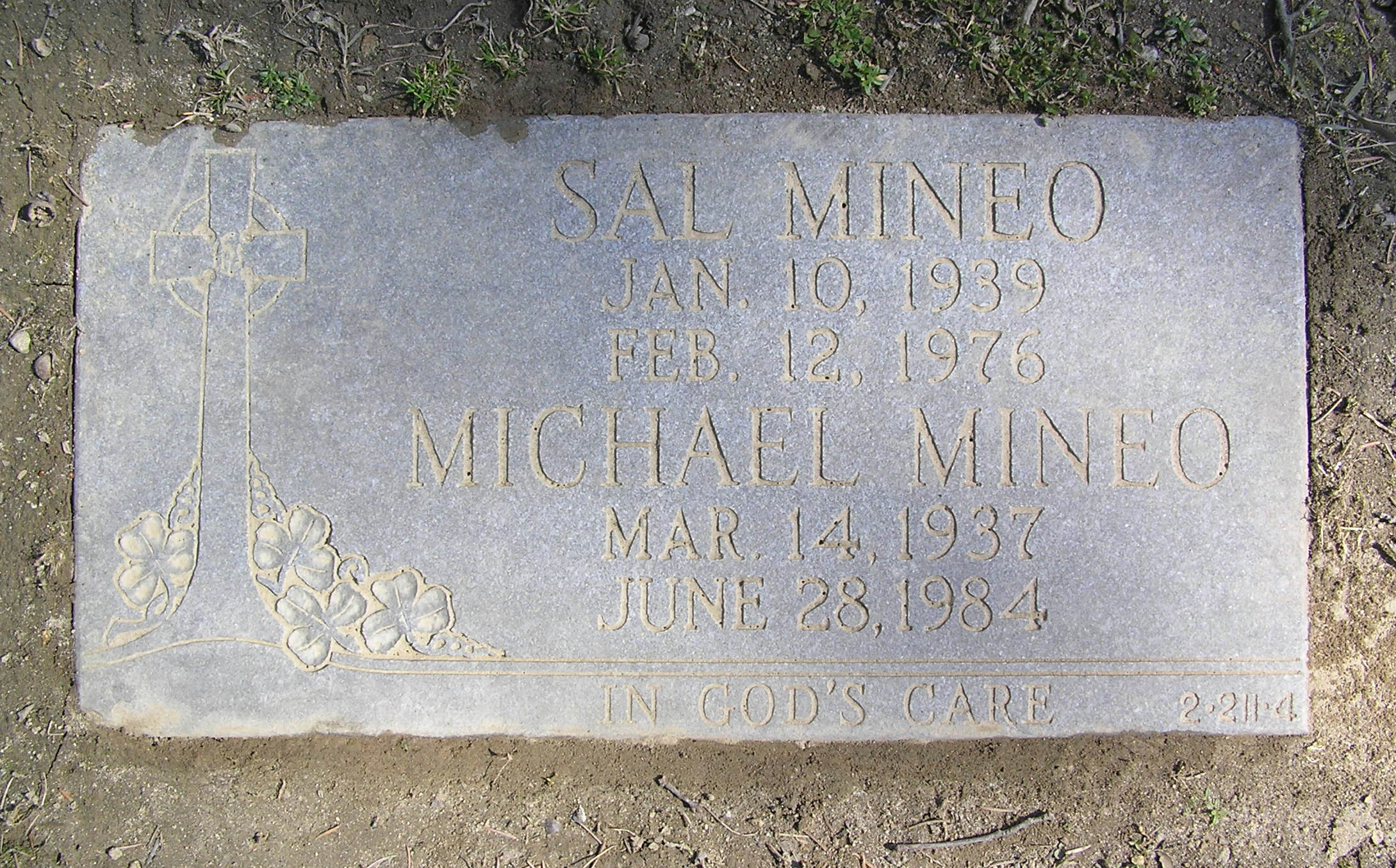
Tumba de Sal Mineo

Sal Mineo fue acuchillado el 12 de febrero de 1976 cuando regresaba a su domicilio después de un ensayo teatral. En contra de lo que se dijo, recibió una sola puñalada pero esta le alcanzó el corazón y falleció en el acto. Tenía 37 años. Su final coincidió tristemente con el tipo de papeles que acostumbró a hacer en el cine. El asesinato se atribuyó a un móvil pasional, pero el asesino resultó ser Lionel Ray Williams, un repartidor de pizza afroestadounidense con amplio historial delictivo, quien dijo que no reconoció a Mineo cuando lo atacó. Fue detenido, juzgado y condenado a 57 años de cárcel como autor del crimen, que posteriormente asumió. En la década de 1990 Williams fue liberado bajo ciertas condiciones, pero fue apresado una vez más por nuevos delitos.

## Filmografía selecta
- (1955): Six Bridges To Cross (Atraco sin huellas)
- (1955): The Private War of Major Benson (La guerra privada del Mayor Benson)
- (1955): Rebel Without a Cause (Rebelde sin causa) Nominación al Óscar
- (1956): Crime in The Streets (Crimen en las calles)
- (1956): Somebody Up There Likes Me (Marcado por el odio)
- (1956): Giant (Gigante)
- (1956): Rock, Pretty Baby!
- (1958): Tonka (Tonka)
- (1959): The Gene Krupa Story (La historia de Gene Krupa)
- (1960): Exodus (Éxodo)
- (1962): The Longest Day (El día más largo)
- (1964): Cheyenne Autumn (El gran combate)
- (1965): The Greatest Story Ever Told (La historia más grande jamás contada)
- (1969): Krakatoa, East of Java (Krakatoa, este de Java)
- (1971): Escape From The Planet Of The Apes (Huida del planeta de los simios)
- (1975): Colombo; Un Caso de Inmunidad.TV.

## Premios y distinciones
Premios Óscar
| Año  | Categoría              | Película          | Resultado |
| ---- | ---------------------- | ----------------- | --------- |
| 1956 | Mejor actor de reparto | Rebelde sin causa | Nominado  |
| 1961 | Mejor actor de reparto | Éxodo             | Nominado  |